# Columbia Records
Columbia Records er et amerikansk pladeselskab oprettet i 1888. Selskabet er det ældste stadigt producerende, som dog nu er underlagt Sony Music Entertainment. Internationalt har Columbia Records bl.a. udgivet plader med navne som Céline Dion, Bob Dylan, Simon & Garfunkel og Barbra Streisand.
I Europa hed selskabet CBS Records indtil Sonys opkøb. Plader der i Nordamerika således blev udsendt på Columbia Records, blev derfor almindeligvis udsendt på CBS Records i Europa, herunder også i Danmark. Det daværende CBS skal ikke forveksles med det nyere label af samme navn, der blev dannet i 2006.

## Columbia / CBS i Danmark
CBS / Columbia stod i Danmark for udgivelsen af en stor mængde af danske pop- og rocknavne fra 70'erne og frem. Blandt disse kan nævnes Gasolin' (i perioden 1971-78), Kim Larsen (1973-82 og igen i 1992), Sebastian (1975-80), tv·2 (1981-88) og Sort Sol (1991-96).